# アイアンワークスヒルの戦い
アイアンワークスヒルの戦い（英: Battle of Iron Works Hill、またはマウントホーリーの戦い英: Battle of Mount Holly）は、アメリカ独立戦争中の1776年12月22日と23日に起きた一連の小戦闘である。ニュージャージーのマウントホーリーで、サミュエル・グリフィン大佐の指揮するほとんどが植民地民兵の大陸軍と、カール・フォン・ドノープの指揮するドイツ人傭兵とイギリス軍正規兵の軍勢2,000名との間に戦われた。
大陸軍の勢力600名は最終的に多勢のイギリス軍にその陣地から追い出されたが、この戦闘が起こったことでドノープは守備を任されていたボーデンタウンの前進基地に詰めておくことができず、さらにトレントンの基地にいたヨハン・ラールの旅団を支援できる位置にいることができなかった。この2日後、クリスマスの夜にジョージ・ワシントンがデラウェア川の渡河を敢行し、ラールはその後に起こったワシントン軍との戦いで敗北した。

## 背景

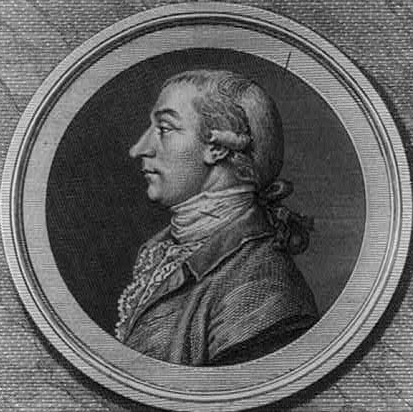
ジョセフ・リード、民兵の活動を鼓舞する働きがあった

1776年7月、ウィリアム・ハウ将軍の指揮するイギリス軍がスタテン島に上陸した。その後の数か月間で、イギリス軍正規兵とドイツ人傭兵で構成されるハウ軍は、ジョージ・ワシントン将軍の指揮する大陸軍をニューヨーク市から追い出し、さらにニュージャージーからも駆逐していた。ワシントン軍は兵士の徴兵期限が切れたり、士気が低くて脱走者が出たりして勢力が小さくなり、11月にはデラウェア川の西岸、ペンシルベニアに退避し、イギリス軍がそれ以上その広い川を渡って追撃して来ないように川の船舶を全て排除していた。
ハウ将軍はニュージャージー中に一連の前進基地を構築し、その部隊には冬季宿営に入るよう命令していた。その前進基地の中で最も南の基地がトレントンとボーデンタウンのものだった。トレントンの基地にはヨハン・ラールが指揮を執り、ヘッセン＝カッセルからのドイツ兵約1,500名が駐屯し、ボーデンタウンの基地にはドイツ将校カール・フォン・ドノープが指揮を執り、ドイツ兵とイギリス軍第42歩兵連隊の総勢約2,000名が駐屯していた。ボーデンタウン自体はドノープ旅団の全兵士を収容できるほど大きくはなかった。ドノープは兵士の一部をさらに南のバーリントンで宿営させようと考えた。そこは地元ロイヤリストの支援が強力であったが、ペンシルベニア海軍の浮き砲台が町を威嚇していたので、ロイヤリストの同胞を敵の砲弾に曝すよりは周辺の田園部にその部隊を散開させる方法を選んだ。
ドノープとラールの前進基地はイギリス軍の外れにあったので、しばしば大陸軍の襲撃やパトリオット民兵隊の活動に曝されることになった。この民兵隊は自発的に結成されたものや大陸軍が徴兵した部隊もあった。それらの活動は何時何処で起きるか分からず、その部隊の勢力も分からない状況で、基地の守備隊は神経をすり減らしピリピリしていたので、敵の行動に関する噂だけで基地から飛び出していくこともあった。ラールは兵士達に「見張りに付いている時のように軍装を装備したまま」眠れという命令すら出していた。
1776年12月に立ち上げられたパトリオットの民兵隊はバージニア出身のサミュエル・グリフィン大佐が指揮する中隊だった。グリフィンはイズラエル・パットナム将軍の副官であり、フィラデルフィアの防衛を任されていた。その部隊は正確な構成は不明だがおそらくバージニアの砲兵、ペンシルベニアの歩兵およびニュージャージーの民兵で構成され、勢力は500ないし600名だった。12月半ばまでにマウントホーリーの南にあるムーアズタウンに到着しており、その部隊が到着したという噂はドノープのところにも届いていた。ドノープが偵察に送ったロイヤリストは「勢力が800名を超えることはなく、半数は少年であり、ペンシルベニアからのごく少数を除いて全て民兵だ」と報告していた。第42歩兵連隊の指揮官トマス・スターリングは、マウントホーリーには1,000名の反乱者がいて、「さらにその後方に彼らを支援するための2,000名がいる」という噂を耳にして、その食料調達部隊を退かせ始めていた。ドノープがスターリングに助言を求めたとき、スターリングは「はい、ボーデンタウンにいる部隊をここに連れてきて攻撃すべきです。我々は彼らと戦える力があると確信しています」と応えた。グリフィンはマウントホーリーまで進軍し、ランコカス・クリークの南、町の中心にある鉄工所に近い丘の上ににわか造りの砦を築いた。

## 戦闘

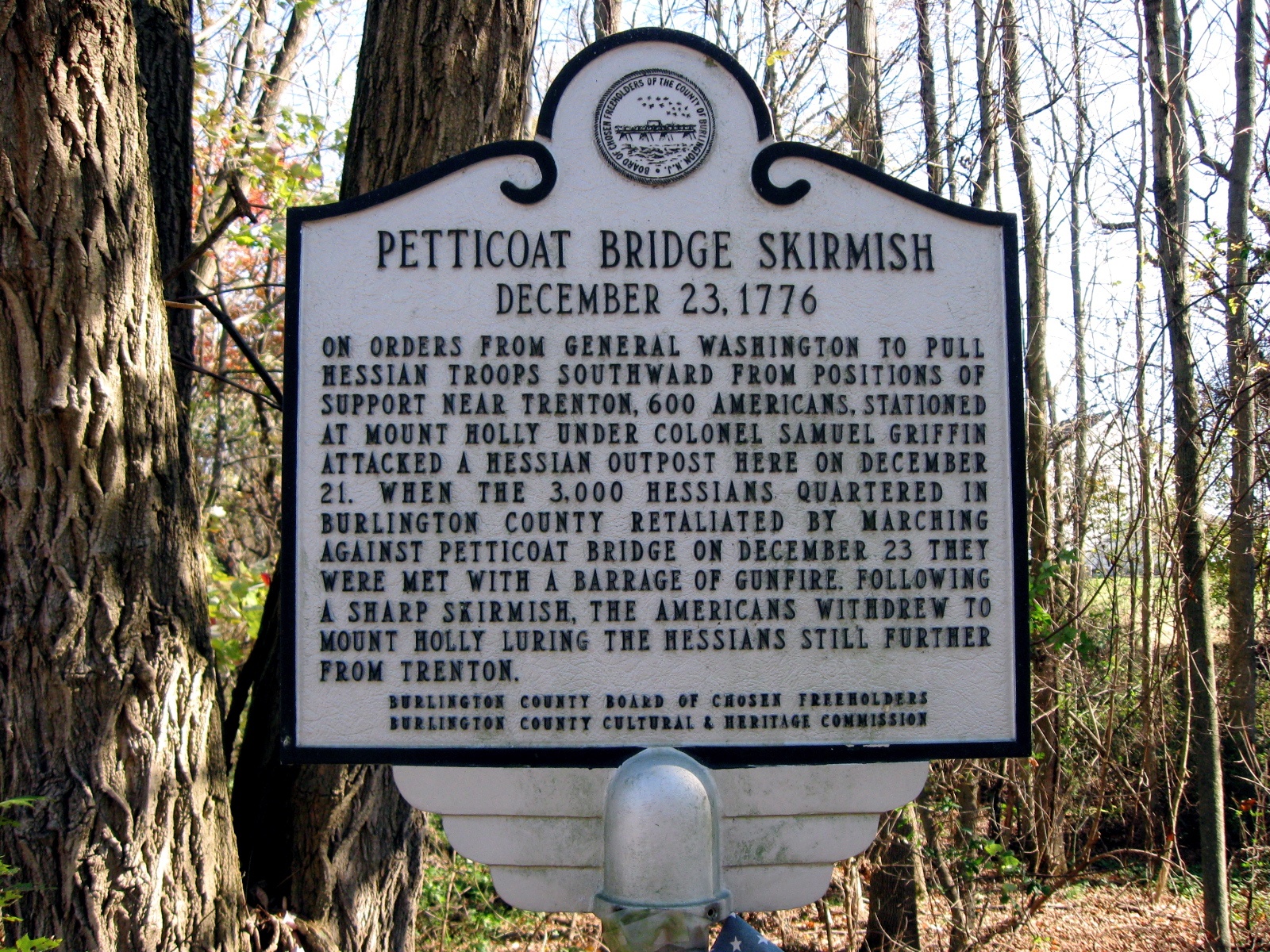
ペティコート橋の小戦闘を記念する銘板

12月22日、ドノープは第42歩兵連隊が宿営しているブラックホース（現在のコロンバス）に行ってそこの状況を調査した。グリフィンの部隊がマウントホーリーに居ることを知ると、ボーデンタウンに戻って、ブラックホースからは警報の銃声を聞いただけだった。ドノープの日誌（歴史家のデイビッド・ハケット・フィッシャーはその信頼性に疑問があると考えている文書）に拠れば、第42歩兵連隊の前哨部隊がペティコート橋でグリフィンの部隊に攻撃されて後退させられ、その後に近くにいたイギリス兵とドイツ兵の部隊の増援があった。
22日の夜、ワシントンの副官であるジョセフ・リードがマウントホーリーに来てグリフィンと会見した。グリフィンはリードにその行動を支援するための小さな野砲を要請する手紙を書いており、ワシントンと共にトレントンのラール部隊を攻撃する作戦を検討してきていたリードは、グリフィンの中隊がある種の陽動攻撃に参加できればという希望を持っていた。グリフィンは病気に罹っており、その兵士達は意義のある戦闘を行うには装備が不十分だったが、翌日にある種の行動を起こすことに合意した。
翌日、ドノープはその全旅団（第42歩兵連隊とドイツ兵の「ブロック」と「リンシング」各連隊）をマウントホーリーに率いて行き、町の集会所近くに約1,000名の兵士を散開させた。猟兵大尉ヨハン・エヴァルトは「100名ほどの兵士が教会に近い」丘に陣を占めており、砲撃戦が数度交わされた後に「素早く退却した」と報告した。マウントホーリーを占拠していたグリフィンの部隊は丘の上の防御工作が施された陣地に緩りと後退し、その後両軍共に長射程で砲撃を交わしたが効果はなかった。

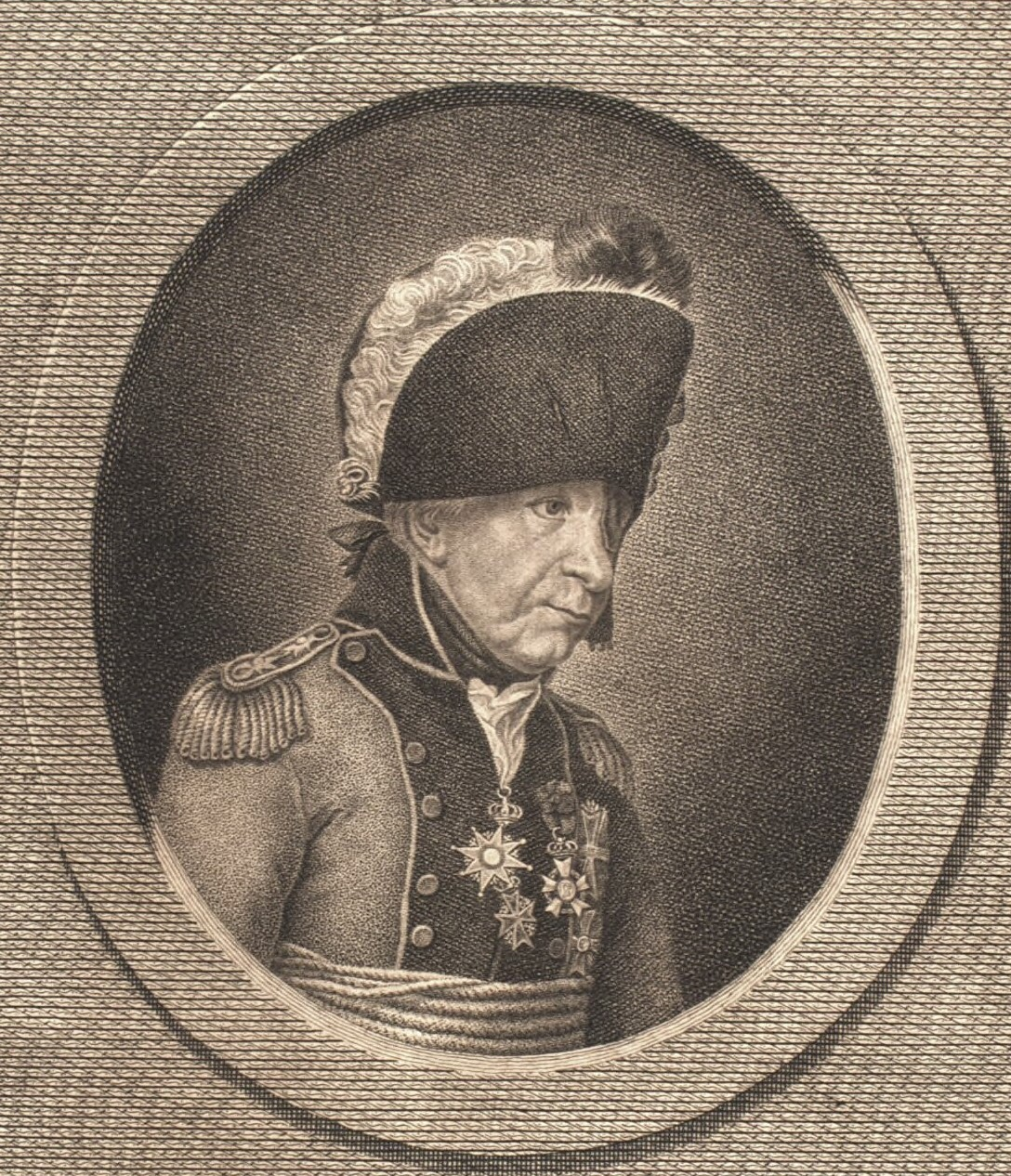
ドイツ人傭兵部隊のヨハン・エヴァルト大尉

## 戦闘の後
ドノープの部隊は12月23日の夜にマウントホーリーで野営した。エヴァルトに拠れば、兵士達は町を略奪し、放棄されていた酒店に押し入り、酒を飲んだとされている。ドノープ自身は、エヴァルトの証言に拠ると「すばらしく美しい医者の未亡人」の家を宿舎とした。その未亡人の身元は今も明らかではない。ドノープ隊は明くる日のクリスマスイブに丘からパトリオットの民兵隊を排除しようと動いたが、グリフィンとその部隊は夜の間に撤退していた。どのような理由があったかは分からないが、ドノープとその旅団は26日までマウントホーリーに留まった。そこはトレントンから1日の行程である18マイル (29 km) 離れていた。12月26日の朝にラールの部隊がトレントンでワシントン軍に敗北したという報せを伝令がもたらしたのはその日の遅くだった。
マウントホーリーで行われた小戦闘については過大に報道されることが多かった。その日のことについて公刊された証言には戦闘に参戦した者の証言も含まれていた。あるペンシルベニア兵は敵軍の16名が戦死したとしており、またあるニュージャージー民兵は敵の7名が戦死したと報告した。ドノープもエヴァルトも12月22日の最初の小戦闘でイギリス兵あるいはドイツ兵の中に損失が出たということを具体的に否定していた。しかし、「ペンシルベニア・イブニングポスト」では敵軍に「数人」の損失が出ており、戦闘全体で民兵の方には「2名が戦死し、8名が負傷した」と報じていた。
ロイヤリストのジョセフ・ギャロウェイを含め、数人の報告者はグリフィンが意図的にドノープをボーデンタウンからおびき出したと見ていたが、ドノープが攻撃を決断したのは明らかにリードがグリフィンの元を訪れる前のことだった。リードはその日誌に「この操軍は完全に偶然のものだが、ドノープを引き付けるという幸運な効果があった」と記していた。ワシントンがデラウェア川を渡るという作戦にはグリフィン隊がマウントホーリーでドノープ隊を攻撃するために民兵隊を送る案も含まれていたが、その部隊は川を渡るのに失敗した。

## 遺産
グリフィンの民兵隊が占領した丘はマウントホーリー市のアイアンワークス公園にある。毎年そこでは戦闘の再演が行われている。

## 関連図書
- Rosenfeld, Lucy D (2006). History Walks in New Jersey: Exploring the Heritage of the Garden State. ISBN 0813539692